# Aidone
Aidone es una localidad italiana de la provincia de  Enna, región de Sicilia, con 5.193 habitantes.

Ubicación de la ciudad de Aidone dentro de la provincia de Enna.

## Evolución demográfica
| Gráfica de evolución demográfica de Aidone entre 1861 y 2001 |
|                                                              |
| Fuente ISTAT - Elaboración gráfica por parte de Wikipedia    |